# SN 2006sl
SN 2006sl – supernowa typu Ia odkryta 14 listopada 2006 roku w galaktyce A023215-0848. W momencie odkrycia miała maksymalną jasność 22,30m.